# قائمة الفواكه

تفاح

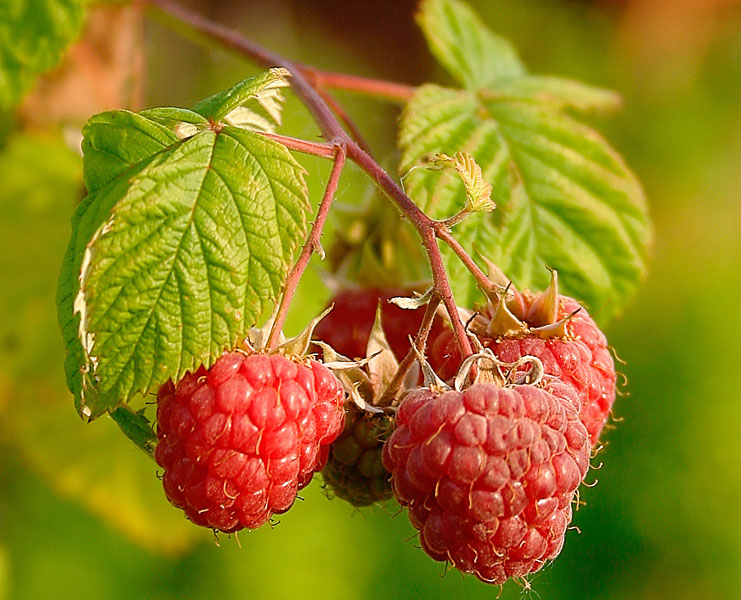
توت العليق الأوروبي

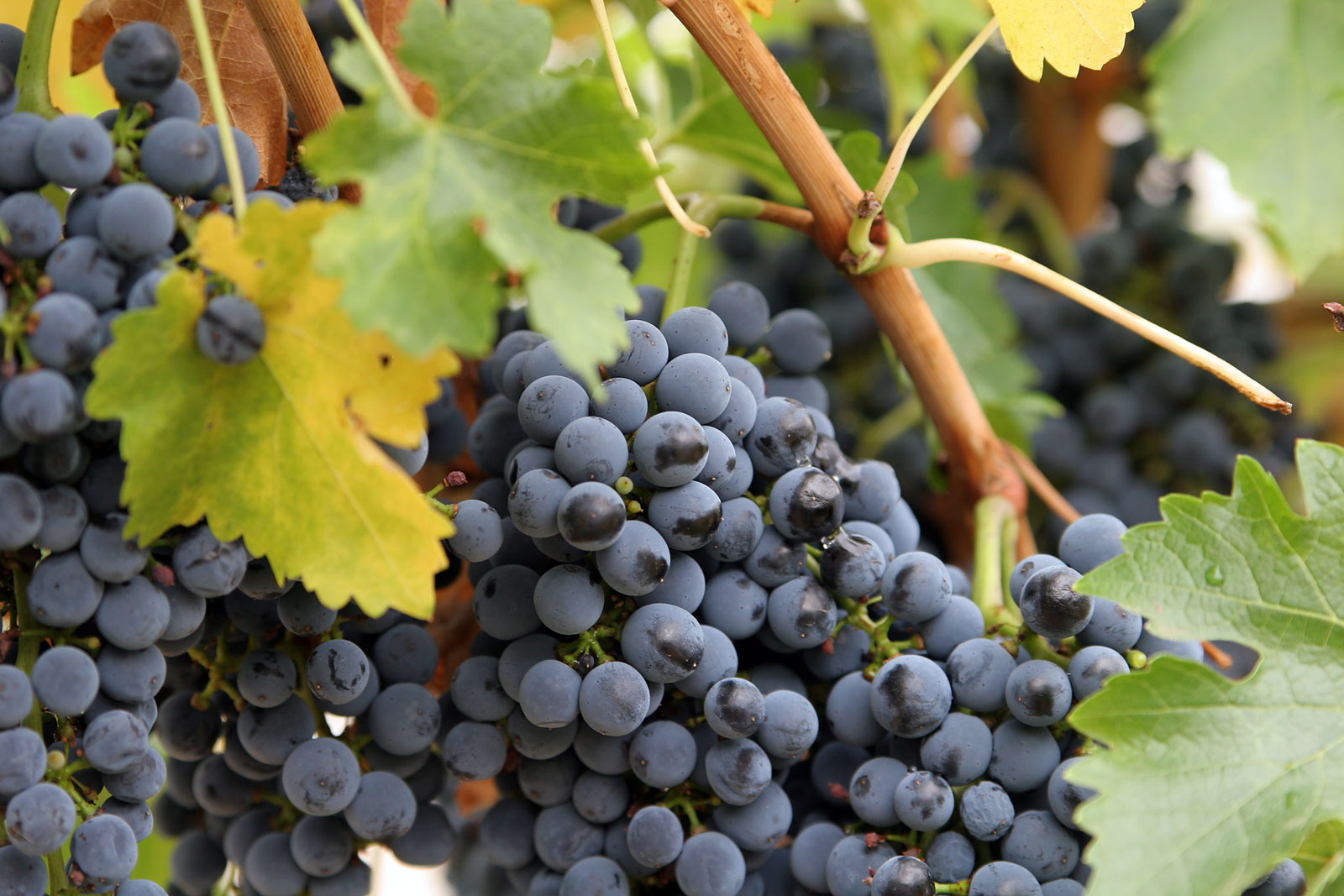
عنب

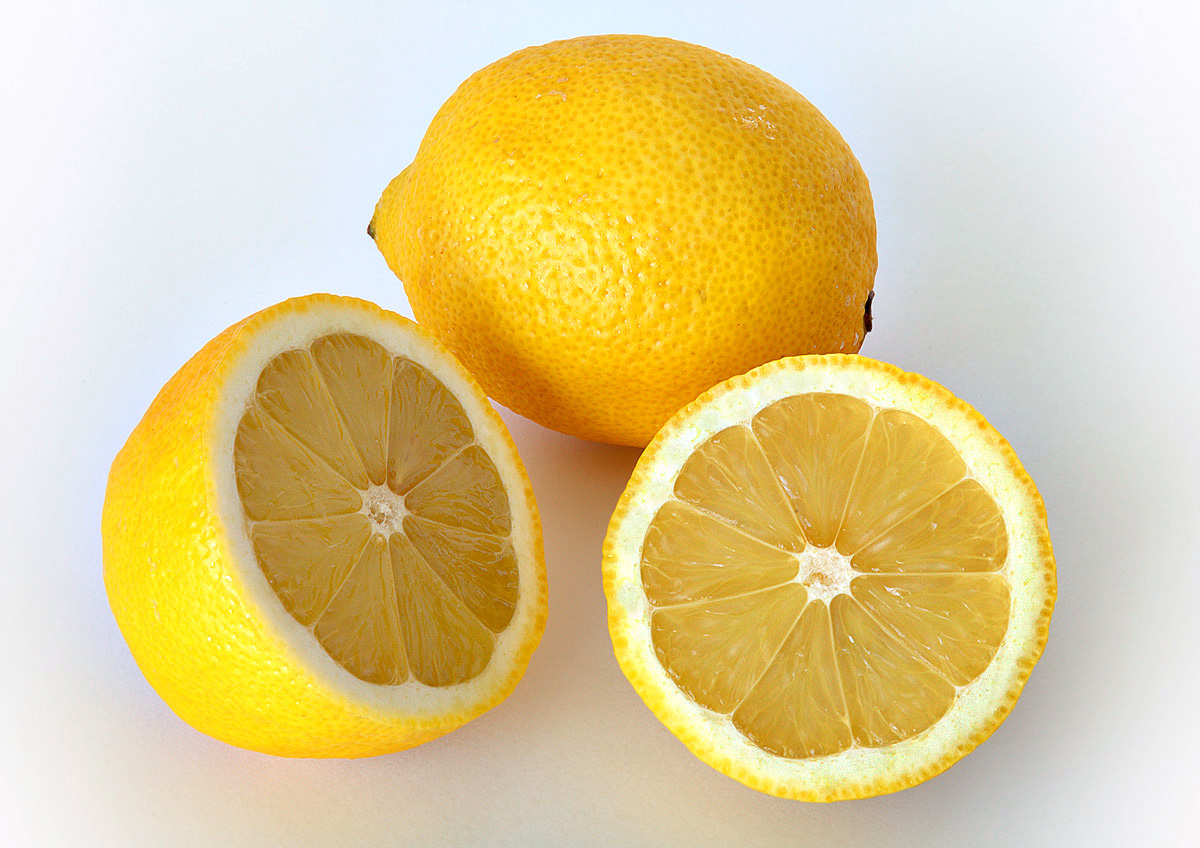
ليمون

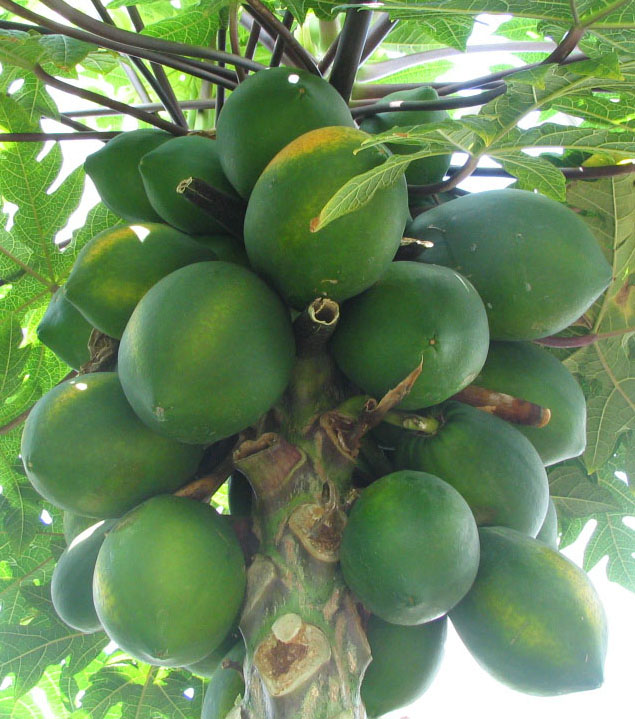
بابايا

تتضمن القائمة التالية أشهر أنواع الفواكه، القائمة لا تحصر كافة أنواع الفواكه المعروفة.
ملاحظة: القائمة تتضمن فواكه تصنف ضمن الخضراوات
- آس بري
- إجاص
- افوكادو
- أكي
- اكي دنيا
- أناناس
- باذنجان
- ببايا
- برتقال
- بطيخ أحمر
- بلوط
- بندق
- بوملي
- تفاح
- تمر
- تمر هندي
- فاكهة التنين
- توت
- تين
- تين شوكي
- جوافة
- جوز
- جوز الهند
- خيار
- دراق
- رامبوتان
- رمان
- زعرور
- زيتون
- سفرجل
- شمام
- صبار
- حبوب الصنوبر
- طماطم
- عليق
- عناب
- عنب
- عنبية
- فاكهة الخبز
- فراولة
- فستق
- قرع
- قشطة
- كاجو
- كاكاو
- كاكي
- كرز
- كريفون
- الكشمش الأسود
- كمكوات
- كوسة
- كيوي
- لوز
- لوز استوائي
- لونجان
- ليتشي
- ليمون
- مانجو
- مشمش
- المندرين
- موز
- نبق
- الكرز